# N-alkilglicin oksidaza
-alkilglicin oksidaza (EC 1.5.3.20, N-karboksimetilalkilamin:kiseonik oksidoreduktaza (dekarboksimetilating)) je enzim sa sistematskim imenom N-alkilglicin:kiseonik oksidoreduktaza (formira alkilamin). Ovaj enzim katalizuje sledeću hemijsku reakciju
-alkilglicin + H2O + O2 {\displaystyle \rightleftharpoons } alkilamin + glioksalat + H2O2
Enzim izolovan iz plesni Cladosporium sp. G-10. deluje na N6-(karboksimetil)lizin, 6-[(karboksimetil)amino]heksanoinsku kiselinu, sarkozin i N-etilglicin.

## Literatura
- Nicholas C. Price; Lewis Stevens (1999). Fundamentals of Enzymology: The Cell and Molecular Biology of Catalytic Proteins (Third изд.). USA: Oxford University Press. ISBN 019850229X.
- Eric J. Toone (2006). Advances in Enzymology and Related Areas of Molecular Biology, Protein Evolution (Volume 75 изд.). Wiley-Interscience. ISBN 0471205036.
- Branden C; Tooze J. Introduction to Protein Structure. New York, NY: Garland Publishing. ISBN 0-8153-2305-0.
- Irwin H. Segel. Enzyme Kinetics: Behavior and Analysis of Rapid Equilibrium and Steady-State Enzyme Systems (Book 44 изд.). Wiley Classics Library. ISBN 0471303097.

## Spoljašnje veze
- N-alkylglycine+oxidase на 